# Hedwig Pfizenmayer
Hedwig Pfizenmayer (* 5. Juli 1890 in Heilbronn; † 24. August 1967 in Bebenhausen) war eine deutsche Zeichnerin und Malerin.

## Leben und Werk
Hedwig Pfizenmayer lebte ab 1897 im ehemaligen Abtsgebäude des Klosters Bebenhausen, als ihr Vater dort zum königlichen Forstamtsleiter ernannt wurde. Um 1900 zeichnete sie ihr wohlbehütetes Bebenhäuser Paradies und bezeichnete es als „Pfizchens Paradies“. Auf Empfehlung ihrer Nachbarn Königin Charlotte und König Wilhelm II. von Württemberg trat sie 1910 in die Kunstgewerbeschule in Stuttgart ein und wurde Schülerin von Bernhard Pankok. 1911 wechselte sie in die Damenklasse zu Adolf Hölzel an die Stuttgarter Kunstakademie und begegnete dort Ida Kerkovius und Lily Hildebrandt.
Nach dem plötzlichen Tod ihres Vaters im Jahr 1911 musste ihre Mutter die Dienstwohnung im Forstamt räumen und zog zunächst nach Stuttgart und dann wieder nach Bebenhausen in das Haus in der Schönbuchstraße 4. Etwas später kehrte auch Hedwig Pfitzenmayer nach Bebenhausen zurück, um dort zu zeichnen und zu malen. Sie fertigte auch Stofftiere und in Zusammenarbeit mit einem Drechslermeister Laubsägearbeiten an.
1912 beteiligte sie sich an der Weihnachtsausstellung Badischer Künstlerinnen in Karlsruhe. 1913/14 ging sie erneut an die Kunstgewerbeschule Stuttgart bei Pankok. 1915–18 war sie Meisterschülerin bei Adolf Hölzel. 1920 nahm sie an der Ausstellung der Ortsgruppe Stuttgart des Frauenkunstverbandes teil. 1923 leistete sie einen Beitrag zu der Gratulationsmappe für Adolf Hölzel. Sie nahm an der Großen Schwäbischen Kunstschau 1925 in Stuttgart und 1927 an der Ausstellung der Stuttgarter Sezession teil. 1928 hatte sie eine Einzelausstellung im Kunsthaus Schaller in Stuttgart.
1932 übersiedelte sie nach Bebenhausen und konnte sich ihrer künstlerischen Tätigkeit nur noch mit Einschränkungen widmen. Nach ihrem Tod in Bebenhausen 1967 wurde sie im Grab ihrer Eltern auf dem Herrenfriedhof beigesetzt. 1987 wurde die Künstlerin in Bebenhausen im Rahmen der 800-Jahr-Feier mit einer Ausstellung geehrt.